# Улица Тамаева (Владикавказ)
Улица Тамаева — улица во Владикавказе, Северная Осетия, Россия. Улица располагается в Иристонском муниципальном округе и Промышленном муниципальном округе Владикавказа.

## Расположение
Начинается от улицы Бутырина и заканчивается на Льва Толстого.
Улицу пересекают улицы Максима Горького, Куйбышева, Джанаева, Кирова.
На нечётной стороне улицы заканчивается переулок Базарный. От улицы Тамаева начинается Безымянный переулок.
На пересечении с улицей Куйбышева находится сквер имени Куйбышева.

## История
Улица названа в память советского партийного деятеля Владимира Тамаева. В отдельных источниках также упоминается как улица Томаева.
Современная улица образована из двух улиц — бывших Сергиевской и Святополковской, которые образовались в середине XIX столетия. Сергиевская улица называлась в честь святого Сергия Радонежского, Святополковская улица — в честь Полоцкого князя Святополка Изяславича. Сергиевская улица начиналась от Базарной площади (сегодня — сквер имени Куйбышева) и заканчивалась на улице Моздокской (современная улица Льва Толстого). Святополковская улица начиналась от Воронцовской улицы (современная улица Бутырина) и заканчивалась на Базарной площади. Обе улицы упоминаются под собственными названиями в Перечне улиц, площадей и переулков от 1911 года.
25 октября 1922 года улица Святополковская была переименована в улицу Красного Октября. Упоминается под этим же названием в Перечне улиц, площадей и переулков от 1925 года.
3 марта 1923 года часть улицы Сергиевской была переименована в улицу 8-го марта. Данное решение городского совета не было выполнено. Сергиевская улица упоминается в Перечне улиц, площадей и переулков от 1925 года.
15 февраля 1940 года Сергиевская улица была переименована в улицу Тамаева. В этот же день к улице Тамаева была присоединена улица Красного Октября.

## Объекты
Объекты культурного наследия
- д. 6 — памятник истории. Здание, где в августе-декабре 1942 года размещались подразделения штаба 8-й саперной армии[10];
- д. 8 — памятник архитектуры. Особняк. Архитектор В. И. Грозмани[10]. В настоящее время здесь находится Союз композиторов Северной Осетии;
- д. 10 — памятник истории. Здесь жил архитектор Павел Павлович Шмидт (1930-е годы — 1942)[10];
- д. 19 — памятник архитектуры и градостроительства[10].
- д. 21 — памятник архитектуры. Доходный дом Духиева[10].
- д. 25 — памятник архитектуры и градостроительства[10].
- д. 29/ улица Куйбышева, 17/ улица Маркуса, 2 — памятник истории[10]. В этом доме жили участник борьбы за Советскую власть Максим Борисович Блиев (1945—1959); писатели Тазрет Урусбиевич Бесаев (1943—1961), Созырыко Аузбиевич Бритаев (1941—1961), Харитон Давидович Плиев (1947—1966), Тотырбек Исмаилович Джатиев (1940—1941), композитор Андрей Семенович Тотиев (1937—1948); артисты Соломон Кириллович Таутиев (1939—1946) и Варвара Савельевна Каргинова (1943—1946).
- д. 33/ улица Джанаева, 34/ улица Маркуса, 4 — памятник истории. В доме проживали известные общественные деятели Северной Осетии: поэт Иван Васильевич Джанаев (1937—1947), поэт Татари Асланбекович Епхиев (1937—1958), артист Борис (Беса) Иванович Тотров (1937—1964), артист Соломон Кириллович Таутиев (1937—1939), деятель культуры Степан Николаевич Битиев (1946—1966), композитор Татаркан Ясонович Кокойты (1937—1949), участник колхозного строительства в Северной Осетии Мылыхо Цимирзаевич Цораев (1948—1976), зоолог Давид Абрамович Тарноградский (1937—1974), врач-хирург Солтанбек Савельевич Ханаев (1938—1942), писатель Кудзаг Габрелович Дзесов (1950—1981), участник борьбы за Советскую власть Угалык Дахцикоевич Едзиев (1937—1954)[10]
- д. 36 — памятник архитектуры. Бывший дом Датиева[10].
- д. 37 — памятник архитектуры[10].
- д. 39 — памятник истории. Здание, в котором размещалось подразделение Закавказского фронта[10];
- д. 40 — памятник архитектуры. здание «Дома книги». Ранее здесь находились типография и редакция газеты «Терские ведомости»[10].
- д. 47 — памятник архитектуры и градостроительства[10].
- д. 48 — памятник архитектуры[10].
- д. 49 — памятник архитектуры. Бывший дом полковника Долгова[10].
- д. 51 — памятник архитектуры и градостроительства[10].
- д. 68 — памятник истории. В этом доме в 1933—1970 годах жил участник социал-демократического движения Михаил Григорьевич Егиков[10].

Другие объекты
- Здание еврейского национально-культурного общества «Шалом» и синагога.
- Буковое дерево во дворе дома № 46 — памятник природы Северной Осетии[11].
- Реликтовое дерево гинкго во дворе дома № 46 — памятник природы Северной Осетии[11].